# Job, Joris & Marieke
Job, Joris & Marieke ist ein niederländisches Animationsstudio, das von Job Roggeveen, Joris Oprins und Marieke Blaauw gegründet wurde.
Roggeveen (geboren 1979), Oprins (geboren 1980) und Blaauw (geboren 1979) trafen sich während ihres Studiums an der Design Academy Eindhoven. Oprins und Blaauw studierten Produktdesign und Roggeveen Grafikdesign. 2007 gründeten sie ihr Animationsstudio in Utrecht. Zu Beginn eines Projektes arbeiten sie zunächst zusammen und splitten sich dann auf. Oprins und Blaauw sind vor allem für die Erzählung und die Animation zuständig, während Roggeveen sich der Illustration und der Musik widmet. Neben Kurzfilmen machen sie z. B. auch Musikvideos, wie für Gers Pardoels Lied Ik neem je mee 2011 oder Werbefilme, wie für die Tour de France 2014, mit Le Tour Utrecht: Bon Voyage!.

## Auszeichnungen (Auswahl)
Ihr 2014 veröffentlichter Kurzfilm A Single Life wurde 2015 für einen Oscar in der Kategorie 
Bester animierter Kurzfilm nominiert, gewann den Preis jedoch nicht. Beim Eindhoven Film Festival 2015 gewann (Otto) den Preis für den besten Animationsfilm.

## Filmographie
- 2013: Mute (Kurzfilm)
- 2014: A Single Life (Kurzfilm)
- 2014: Le Tour Utrecht: Bon Voyage! (Kurzfilm)
- 2015: (Otto) (Kurzfilm)